# Tempel aller Religionen

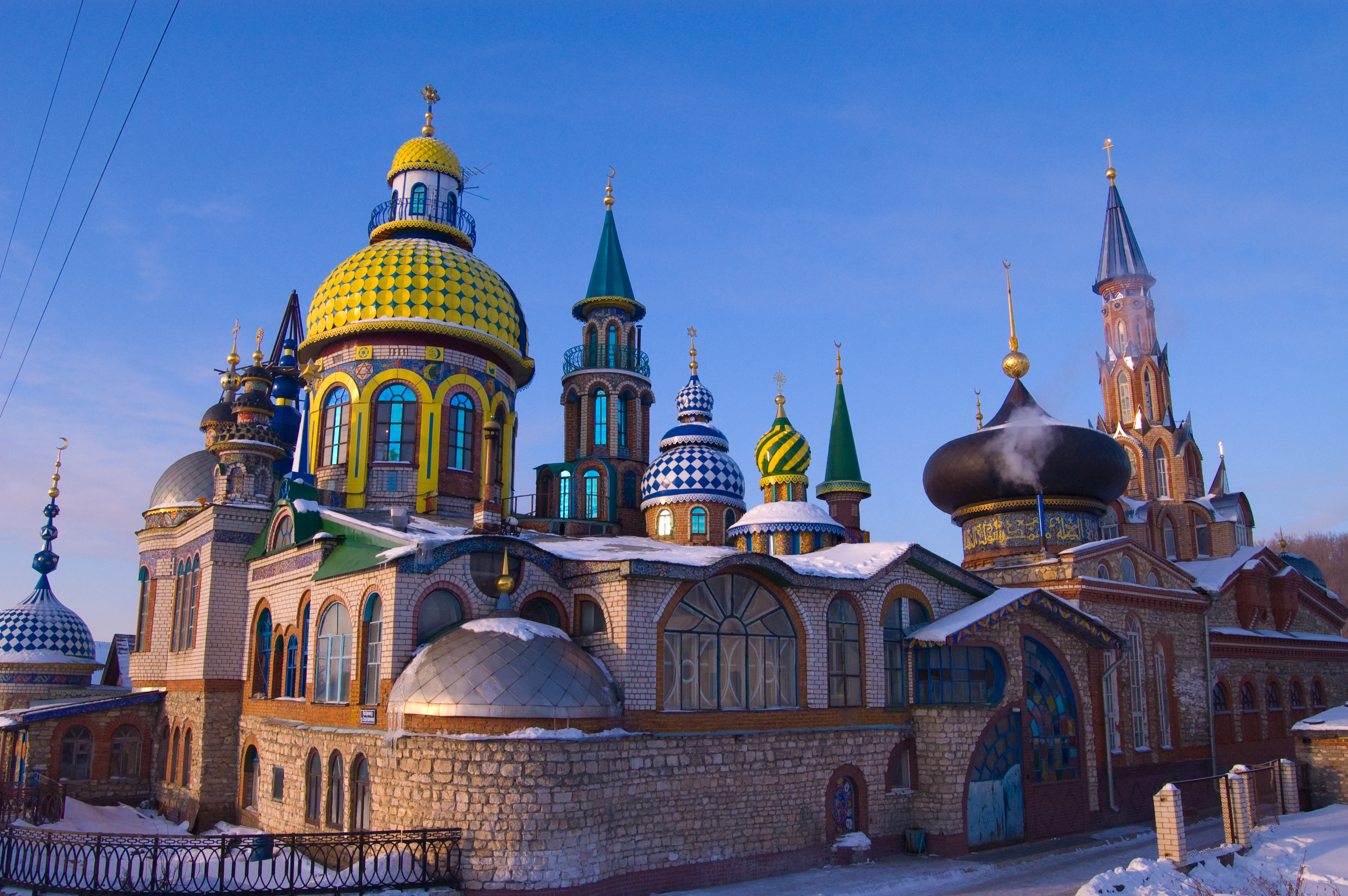

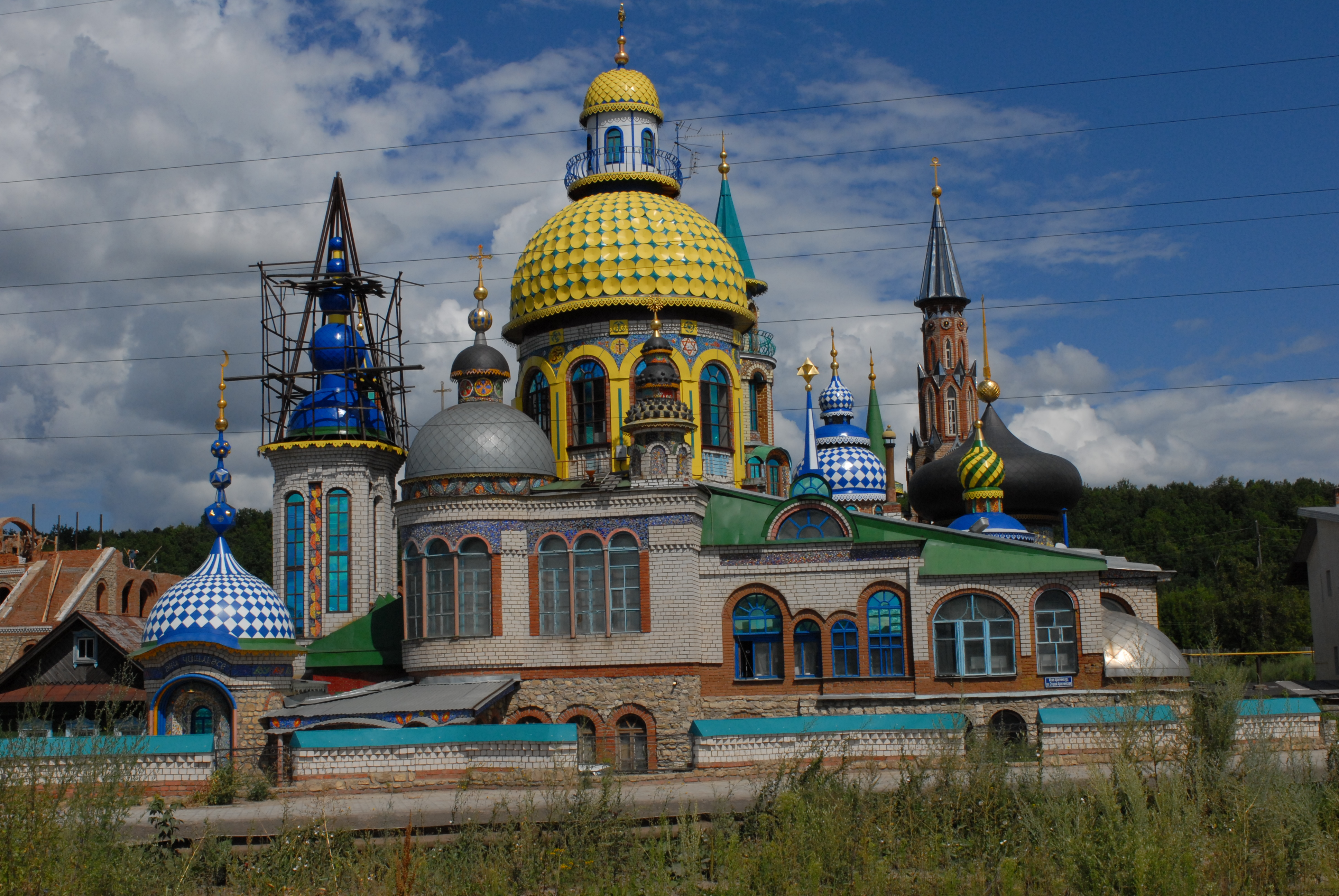
Tempel aller Religionen

Der Tempel aller Religionen (russisch Храм всех религий) ist ein Gebäudekomplex in Staroje Araktschino, einem Mikrorajon von Kasan, der Hauptstadt der russischen Republik Tatarstan. Das Bauwerk enthält Bestandteile religiöser Architektur mehrerer Arten, unter anderem einer orthodoxen Kirche, einer Moschee und einer Synagoge.
Der Bau des Tempels wurde 1992 durch den ortsansässigen Bildhauer, Maler, Dichter und Wunderheiler Eldar Chanow begonnen und dauert momentan immer noch an. Das Gebäude dient als Kulturzentrum sowie auch als Wohnsitz für Chanow und seine Mitarbeiter. Zu der Idee eines solchen Bauwerks sagte der Künstler, der selber Muslim ist, in einem Interview: „Ich hörte eine Stimme, die mir sagte, 'Eldar, du musst morgen um sechs Uhr früh aufstehen, dir eine Schaufel nehmen und damit beginnen, den Grundstein für einen Tempel aller Religionen zu legen'!“
Chanow will dem Gebäude insgesamt 16 Kuppeln bzw. Türme geben, als Symbol für 16 Weltreligionen. Allerdings betonte Chanow stets, dass dies kein religiöser Tempel sein soll, sondern ein „Tempel der Kultur und Wahrheit“; religiöse Zeremonien sollen dort nicht stattfinden.
Am Morgen des 10. Aprils 2017 kam es zu einem Brand im Tempel, bei dem auch der Verwalter des Tempels starb.

## Galerie

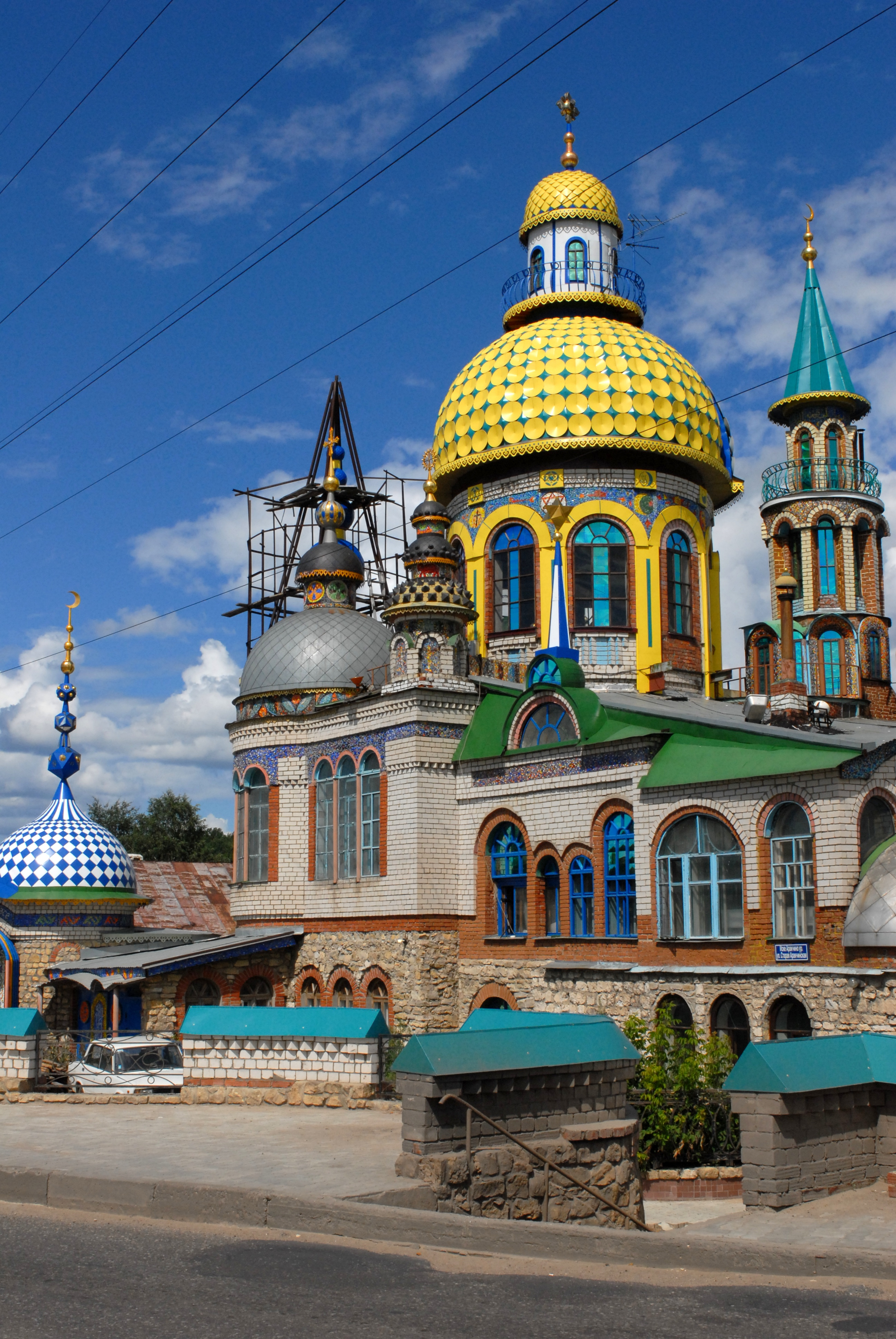
Mit Kreuz, Davidstern, Mondsichel und Yin-Yang verzierter Turm, rechts daneben ein Minarett
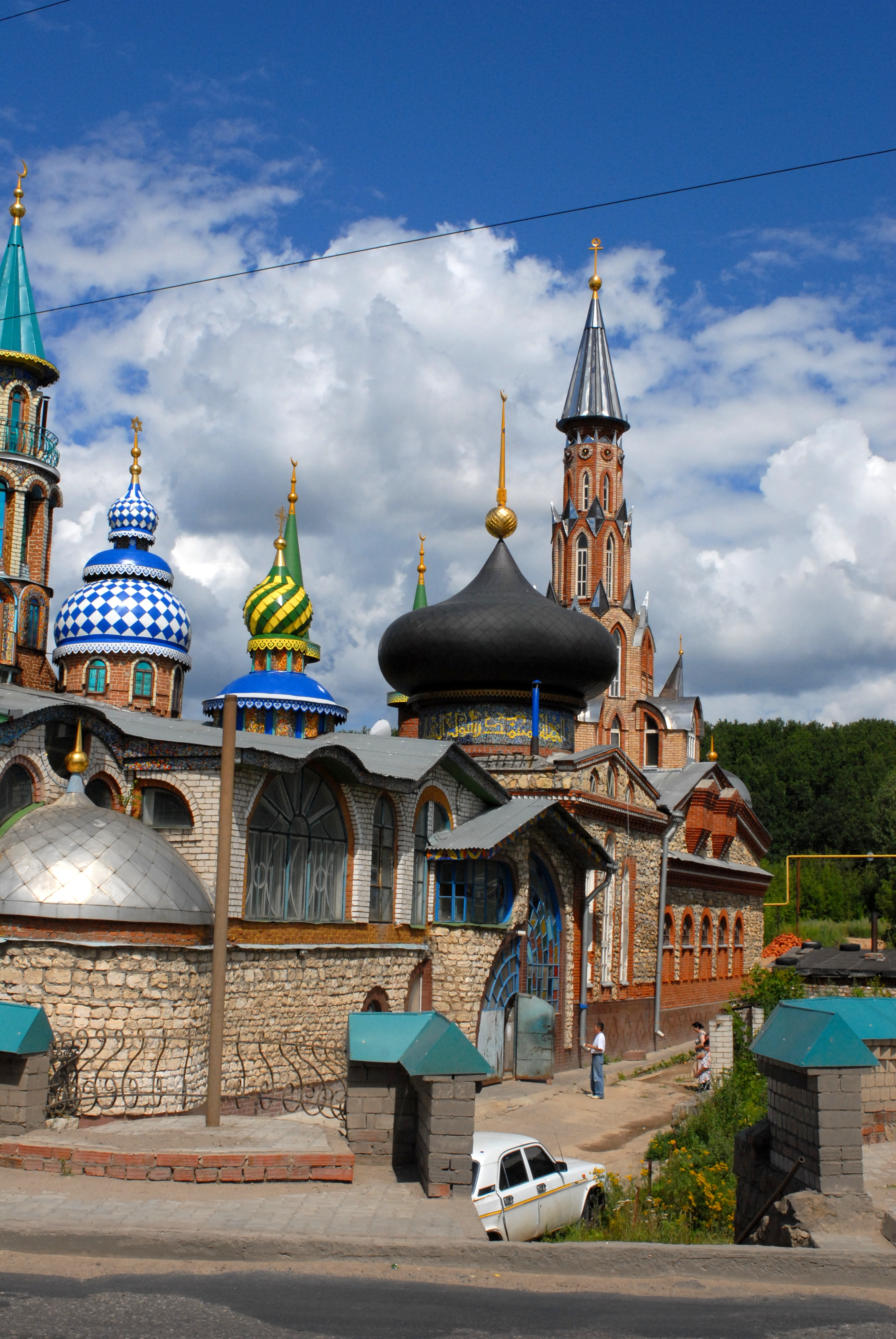
Eine Synagogenkuppel (weiß-blau) zwischen mehreren Moscheenkuppeln, teilweise mit arabischen Kalligraphien verziert
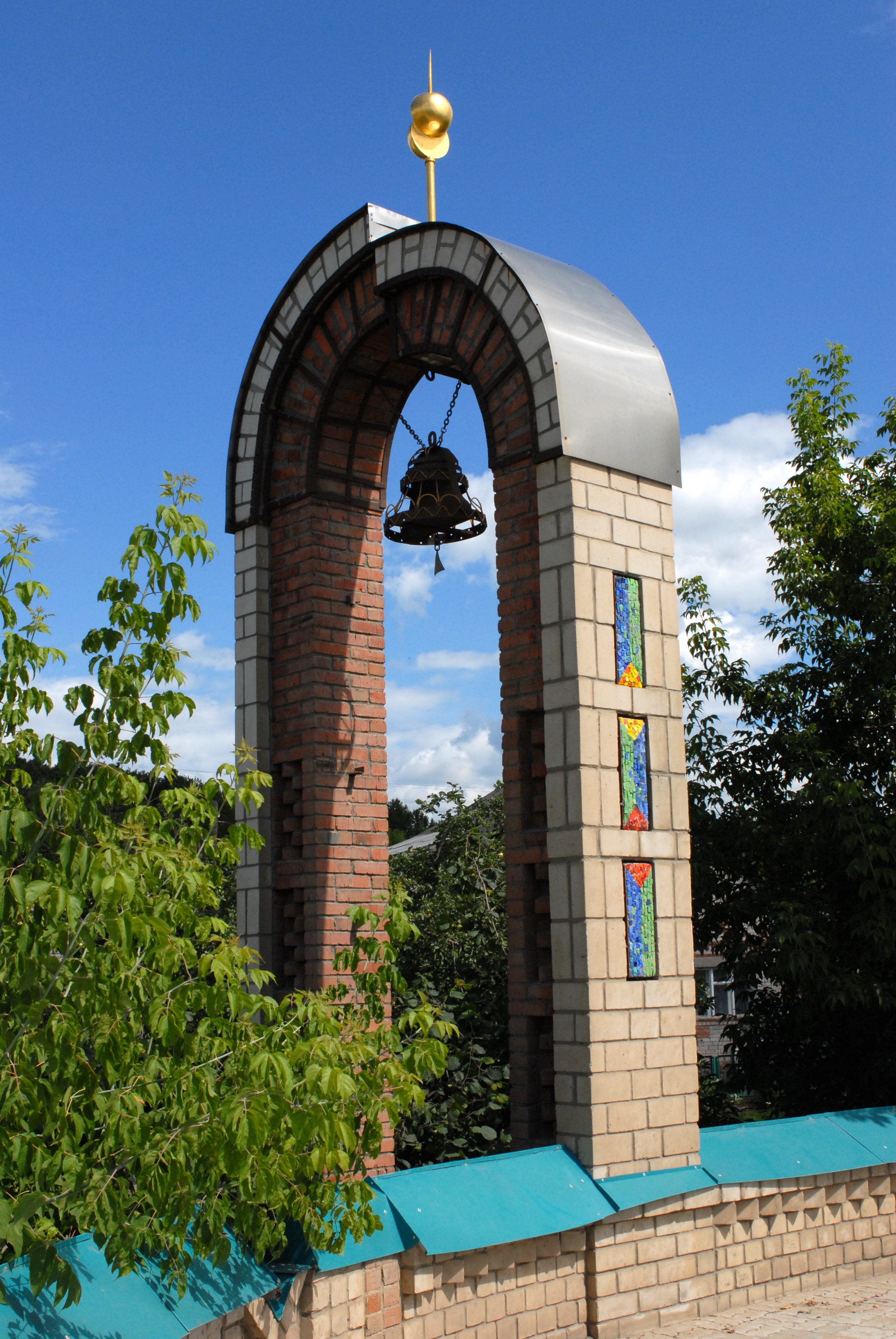
Kirchenglocke